# Cheirimedon femoratus
Cheirimedon femoratus is een vlokreeftensoort uit de familie van de Lysianassidae. De wetenschappelijke naam van de soort is voor het eerst geldig gepubliceerd in 1888 door Pfeffer.